# Насоновское сельское поселение
Насо́новское се́льское поселе́ние — упразднённое муниципальное образование в составе Валуйского района Белгородской области Российской Федерации.
Административный центр — село Насоново.
19 апреля 2018 года упразднено при преобразовании Валуйского района в Валуйский городской округ.

## География
Общая площадь поселения: 11577 га, в т.ч. земель сельхозугодий: 10443 га.
Количество подворий: 893 единиц
Протяженность дорог: 35 км.

## История
Насоновское сельское поселение образовано 20 декабря 2004 года в соответствии с Законом Белгородской области № 159.

## Население
| 2010  | 2011  | 2012  | 2013  | 2014  | 2015  | 2016  |
| ----- | ----- | ----- | ----- | ----- | ----- | ----- |
| 2273  | ↘2265 | ↘2239 | ↗2241 | ↘2239 | ↗2259 | ↗2287 |
| 2017  | 2018  |       |       |       |       |       |
| ↘2279 | ↘2248 |       |       |       |       |       |

## Состав сельского поселения
| № | Населённый пункт | Тип населённого пункта       | Население |
| - | ---------------- | ---------------------------- | --------- |
| 1 | Безгодовка       | село                         | ↘323      |
| 2 | Борисово         | село                         | ↘239      |
| 3 | Ивановка         | село                         | ↘22       |
| 4 | Насоново         | село, административный центр | ↘1028     |
| 5 | Подгорное        | село                         | ↘595      |
| 6 | Рощино           | посёлок                      | ↘66       |